# Резанов, Григорий Фёдорович
Григо́рий Фёдорович Реза́нов (1905 — 1978) — советский дипломат. Чрезвычайный и полномочный посол.

## Биография
Член ВКП(б). На дипломатической работе с 1939 года.
- В 1939—1941 годах — заведующий I Дальневосточным отделом НКИД СССР.
- В 1941—1943 годах — советник Посольства СССР в Китае.
- С 21 октября 1943 по 3 мая 1948 года — чрезвычайный и полномочный посланник СССР в Колумбии[1].
- С апреля 1948 по ноябрь 1950 года — заместитель заведующего Отделом Латиноамериканских стран МИД СССР.
- С 25 ноября 1950 по 10 ноября 1956 года — чрезвычайный и полномочный посол СССР в Аргентине[2].
- В 1957—1958 годах — эксперт-консультант Комиссии по изданию дипломатических документов МИД СССР.
- В 1958—1969 годах — заместитель начальника Консульского управления МИД СССР.

С 1969 года — в отставке.

## Награды
- орден Трудового Красного Знамени (3 ноября 1944)
- орден Красной Звезды (5 ноября 1945)